# Asterope boisduvali
Asterope boisduvali is een vlinder uit de onderfamilie Biblidinae van de familie Nymphalidae. De wetenschappelijke naam van de soort is voor het eerst geldig gepubliceerd in 1857 door Hans Daniel Johan Wallengren.